# Émilie Bigottini
Émilie Bigottini, född 1784, död 1858, var en fransk balettdansare.
Hon var engagerad vid Parisoperan mellan 1801 och 1823 och dess ledande premiärdansös. Under hennes tid övergick baletten från en epok med fokus på teknisk skicklighet till en danskonst som inkorporerade känslorna i skådespelet mer. 